# Sæsoner af Lost
Sæsoner af Lost er en komplet liste over udsendelser i dramaserien Lost, der første gang blev sendt 22. september 2004 i USA. Efter de 24 afsnit i første sæson blev der udsendt et specielt clipshow, Lost: The Journey, 27. april 2005 for at sætte øens mysterier og personerne i perspektiv ved optakten til sæsonfinalen. Anden og tredje sæson havde seks clipshows, der opsummerede serien. Seriens tredje sæson sluttede 23. maj 2007. ABC har meddelt, at Lost slutter efter sjette sæson, hvor fjerde til sjette sæson vil indeholde 16 timers afsnit hver. Det betyder, at serien slutter med i alt 117 producerede afsnit. Grundet Writers Guild of America-strejken i 2007 og 2008 blev der kun produceret 14 timers Lost i fjerde sæson. 28. februar 2008 stod i den officielle Lost-podcast, at den mistede tid i fjerde sæson ville blive tilføjet i de næste to.
Serien følger en gruppe overlevende, efter at deres passagerfly Oceanic Flight 815 fra Sydney til Los Angeles styrtede ned på en tropeø i det sydlige Stillehav, hvor de plages af en gruppe indfødte, de kalder De Andre (The Others). Hvert afsnit har både en handling på øen og en serie flashbacks i personernes liv. Begrebet hovedperson i denne liste viser hvem, der behandles i episodens sekundære historie. Serie #" refererer til episodens nummer i hele serien, mens sæson #" refererer til episodens nummer i den specifikke sæson.
Pr. 30. maj 2008 er der udsendt 81 afsnit af Lost. De første tre sæsoner er tilgængelige på DVD i region 1, 2, 3 og 4.

## Serieoverblik
| Visningsdato i amerikansk tv | Visningsdato i amerikansk tv | Visningsdato i amerikansk tv | Visningsdato i amerikansk tv | DVD-udgivelsesdato             | DVD-udgivelsesdato                                                                       | DVD-udgivelsesdato |
| Sæson                        | Sæson                        | Afsnit                       | Oprindeligt sendt            | Region 1                       | Region 2 og 4                                                                            | Diske              |
| ---------------------------- | ---------------------------- | ---------------------------- | ---------------------------- | ------------------------------ | ---------------------------------------------------------------------------------------- | ------------------ |
|                              | Sæson 1                      | 24                           | 2004-2005                    | USA, Canada: 6. september 2005 | Europa: November 2005 UK: 16. januar 2006 AUS: 30. november 2005                         | 7                  |
|                              | Sæson 2                      | 23                           | 2005-2006                    | USA, Canada: 5. september 2006 | Europa: 7. december 2006 / 1. marts 2007 UK: Juli / 2. oktober 2006 AUS: 4. oktober 2006 | 7                  |
|                              | Sæson 3                      | 22                           | 2006-2007                    | USA, Canada: 11. december 2007 | Europa: 29. oktober 2007 UK: 22. oktober 2007 AUS: 17. oktober 2007                      | 7                  |
|                              | Sæson 4                      | 14                           | 2008                         | USA, Canada: 9. december 2008  | Europa: 5. november 2008 UK: 27. oktober 2008 AUS: 29. oktober 2008                      | 5                  |
|                              | Sæson 5                      | 17                           | 2009                         | Endnu ikke offentliggjort      | Endnu ikke offentliggjort                                                                |                    |

## Sæson 1: 2004-2005
Sæson 1 blev udsendt fra 22. september 2004 til 25. maj 2005. Ud over de 24 normale afsnit i 1. sæson blev et specielt clipshow, "Lost: The Journey", udsendt 27. april 2005 for at sætte øens mysterier og personer i perspektiv i optakten til sæsonfinalen. I Storbritannien og Danmark blev den to timer lange sæsonfinale, "Exodus: Part 2" yderligere delt i to episoder, hvilket skabte en "Exodus: Part 3", selvom begge afsnit blev udsendt samme aften. De oprindelige udsendelsesdatoer (USA) er listet herunder for hver episode.
Sæson et begynder, da et flystyrt efterlader passagerer fra Oceanic Flight 815 på en tilsyneladende øde ø. Det presser gruppen af fremmede til at arbejde sammen for at overleve. Deres liv trues af flere mysterier, blandt andet indholdet af en luge begravet i jorden, en ukendt, der vandrer rundt i junglen og en gruppe indfødte kendt som De Andre. Sæson et dækker 44 dage.
Den originale sendedato er den dag, afsnittet blev udsendt første gang i USA på ABC.
| Serie # | Sæson # | Titel                                  | Instruktør       | Forfatter(e)                                                                 | Hovedperson(er)      | Original sendedato |
| 1       | 1       | Pilot: Part 1                          | J.J. Abrams      | Jeffrey Lieber, J.J. Abrams & Damon Lindelof                                 | Jack                 | 22. september 2004 |
| 2       | 2       | Pilot: Part 2                          | J.J. Abrams      | Jeffrey Lieber, J.J. Abrams & Damon Lindelof                                 | Charlie & Kate       | 29. september 2004 |
| 3       | 3       | Tabula Rasa                            | Jack Bender      | Damon Lindelof                                                               | Kate                 | 6. oktober 2004    |
| 4       | 4       | Walkabout                              | Jack Bender      | David Fury                                                                   | Locke                | 13. oktober 2004   |
| 5       | 5       | White Rabbit                           | Kevin Hooks      | Christian Taylor                                                             | Jack                 | 20. oktober 2004   |
| 6       | 6       | House of the Rising Sun                | Michael Zinberg  | Javier Grillo-Marxuach                                                       | Sun                  | 27. oktober 2004   |
| 7       | 7       | The Moth                               | Jack Bender      | Jennifer Johnson & Paul Dini                                                 | Charlie              | 3. november 2004   |
| 8       | 8       | Confidence Man                         | Tucker Gates     | Damon Lindelof                                                               | Sawyer               | 10. november 2004  |
| 9       | 9       | Solitary                               | Greg Yaitanes    | David Fury                                                                   | Sayid                | 17. november 2004  |
| 10      | 10      | Raised by Another                      | Marita Grabiak   | Lynne E. Litt                                                                | Claire               | 1. december 2004   |
| 11      | 11      | All the Best Cowboys Have Daddy Issues | Stephen Williams | Javier Grillo-Marxuach                                                       | Jack                 | 8. december 2004   |
| 12      | 12      | Whatever the Case May Be               | Jack Bender      | Damon Lindelof & Jennifer Johnson                                            | Kate                 | 5. januar 2005     |
| 13      | 13      | Hearts and Minds                       | Rod Holcomb      | Carlton Cuse & Javier Grillo-Marxuach                                        | Boone                | 12. januar 2005    |
| 14      | 14      | Special                                | Greg Yataines    | David Fury                                                                   | Michael & Walt Lloyd | 19. januar 2005    |
| 15      | 15      | Homecoming                             | Kevin Hooks      | Damon Lindelof                                                               | Claire               | 9. februar 2005    |
| 16      | 16      | Outlaws                                | Jack Bender      | Drew Goddard                                                                 | Sawyer               | 16. februar 2005   |
| 17      | 17      | ...In Translation                      | Tucker Gates     | Javier Grillo-Marxuach & Leonard Dick                                        | Jin                  | 23. februar 2005   |
| 18      | 18      | Numbers                                | Dan Attias       | Brent Fletcher & David Fury                                                  | Hurley               | 2. marts 2005      |
| 19      | 19      | Deus Ex Machina                        | Robert Mandel    | Carlton Cuse & Damon Lindelof                                                | Locke                | 30. marts 2005     |
| 20      | 20      | Do No Harm                             | Stephan Williams | Janet Tamaro                                                                 | Jack                 | 6. april 2005      |
| 21      | 21      | The Greater Good                       | David Grossman   | Leonard Dick                                                                 | Sayid                | 4. maj 2005        |
| 22      | 22      | Born To Run                            | Tucker Gates     | Historie af Javier Grillo-Marxuach Teleplay af Edward Kitsis & Adam Horowitz | Kate                 | 11. maj 2005       |
| 23      | 23      | Exodus: Part 1                         | Jack Bender      | Damon Lindelof & Carlton Cuse                                                | Forskellige          | 18. maj 2005       |
| 24      | 24      | Exodus: Part 2                         | Jack Bender      | Damon Lindelof & Carlton Cuse                                                | Forskellige          | 25. maj 2005       |

## Sæson 2: 2005-2006
Sæson to blev udsendt fra 21. september 2005 til 24. maj 2006. Ud over de 23 normale afsnit i sæson to, blev der udsendt tre specielle clipshows, der gav et resumé og et indblik i seriens mysterier. Der var flere ændringer i rollebesætningen: Ian Somerhalder, der spillede Boone, forlod showet, mens Malcolm David Kelley, der spillede Walt, kun var med i fire afsnit. Michelle Rodriguez, Adewale Akinnuoye-Agbaje og Cynthia Watros sluttede sig til rollebesætningen som heholdsvis Ana Lucia, Mr. Eko og Libby. I Storbritannien og Australien blev den to timer lange sæsonfinale delt i to: "Live Together, Die Alone: Part 1" og "Live Together, Die Alone: Part 2". I Storbritannien blev de sendt samme aften, mens de i Australien blev sendt adskilt. De oprindelige udsendelsesdatoer i USA og Canada er her listet for hver episode.
Sæson to introducerede flere nye personer, deriblandt overlevende fra flyets halesektion og andre ø-boer. Flere ø-mytologier og indblik i de overlevendes fortid blev afsløret. Eksistensen af Dharma Initiative og dens velgører, Hanso Foundation, blev også kendt. Sandheden om the Others begynder at udfolde sig. Sæson to dækker 23 dage.
Den originale sendedato er den dag, afsnittet blev udsendt første gang i USA på ABC.
| Serie # | Sæson # | Titel                        | Instruktør        | Forfatter(e)                            | Hovedperson(er)          | Original sendedato |
| 25      | 1       | Man of Science, Man of Faith | Jack Bender       | Damon Lindelof                          | Jack                     | 21. september 2005 |
| 26      | 2       | Adrift                       | Stephen Williams  | Steven Maeda & Leonard Dick             | Michael                  | 28. september 2005 |
| 27      | 3       | Orientation                  | Jack Bender       | Javier Grillo-Marxuach & Craig Wright   | Locke                    | 5. oktober 2005    |
| 28      | 4       | Everybody Hates Hugo         | Alan Taylor       | Edward Kitsis & Adam Horowitz           | Hurley                   | 12. oktober 2005   |
| 29      | 5       | ...And Found                 | Stephen Williams  | Carlton Cuse & Damon Lindelof           | Sun & Jin                | 19. oktober 2005   |
| 30      | 6       | Abandoned                    | Adam Davidson     | Elizabeth Sarnoff                       | Shannon                  | 9. november 2005   |
| 31      | 7       | The Other 48 Days            | Eric Laneuville   | Damon Lindelof & Carlton Cuse           | Halepartiets overlevende | 16. november 2005  |
| 32      | 8       | Collision                    | Stephen Williams  | Javier Grillo-Marxuach & Leonard Dick   | Ana Lucia                | 23. november 2005  |
| 33      | 9       | What Kate Did                | Paul Edwards      | Steven Maeda & Craig Wright             | Kate                     | 30. november 2005  |
| 34      | 10      | The 23rd Psalm               | Matt Earl Beesley | Carlton Cuse & Damon Lindelof           | Mr. Eko                  | 11. januar 2006    |
| 35      | 11      | The Hunting Party            | Stephen Williams  | Elizabeth Sarnoff & Christina M. Kim    | Jack                     | 18. januar 2006    |
| 36      | 12      | Fire + Water                 | Jack Bender       | Edward Kitsis & Adam Horowitz           | Charlie                  | 25. januar 2006    |
| 37      | 13      | The Long Con                 | Roxann Dawson     | Steven Maeda & Leonard Dick             | Sawyer                   | 8. februar 2006    |
| 38      | 14      | One of Them                  | Stephen Williams  | Damon Lindelof & Carlton Cuse           | Sayid                    | 15. februar 2006   |
| 39      | 15      | Maternity Leave              | Jack Bender       | Dawn Lambertsen Kelly & Matt Ragghianti | Claire                   | 1. marts 2006      |
| 40      | 16      | The Whole Truth              | Karen Gaviola     | Elizabeth Sarnoff & Christina M. Kim    | Sun                      | 22. marts 2006     |
| 41      | 17      | Lockdown                     | Stephen Williams  | Carlton Cuse & Damon Lindelof           | Locke                    | 29. marts 2006     |
| 42      | 18      | Dave                         | Jack Bender       | Edward Kitsis & Adam Horowitz           | Hurley                   | 5. april 2006      |
| 43      | 19      | S.O.S.                       | Eric Laneuville   | Steven Maeda & Leonard Dick             | Rose & Bernard           | 12. april 2006     |
| 44      | 20      | Two for the Road             | Paul Edwards      | Elizabeth Sarnoff & Christina M. Kim    | Ana Lucia                | 3. maj 2006        |
| 45      | 21      | ?                            | Deran Sarafian    | Damon Lindelof & Carlton Cuse           | Mr. Eko                  | 10. maj 2006       |
| 46      | 22      | Three Minutes                | Stephen Williams  | Edward Kitsis & Adam Horowitz           | Michael                  | 17. maj 2006       |
| 47      | 23      | Live Together, Die Alone     | Jack Bender       | Carlton Cuse & Damon Lindelof           | Desmond                  | 24. maj 2006       |

## Sæson 3: 2006-2007
Sæson tre havde premiere 4. oktober 2006. Den bestod af 22 afsnit udsendt i to blokke. Den første blok bestod af seks episoder og blev sendt seks uger i træk. Efter en tolv-ugers pause blev den anden blok udsendt, og den bestod af 16 afsnit. I tillæg til de 22 normale afsnit blev der udsendt to specielle episoder. "Lost: A Tale of Survival" sendtes en uge før premieren, og "The Lost Survivor Guide" med syvende afsnit da sæsonen vendte tilbage fra sin 12-ugers pause. De oprindelige udsendelsesdatoer i USA og Canada er her listet for hver episode.
Harold Perrineau Jr., Maggie Grace, Michelle Rodriguez og Cynthia Watros, der spillede henholdsvis Michael, Shannon, Ana Lucia og Libby, forlod serien efter anden sæson. Michael Emerson som Ben Linus og Henry Ian Cusick som Desmond Hume blev medlemmer af den normale rollebesætning i tredje sæson.  Elizabeth Mitchell sluttede sig til hovedrollebesætningen som Juliet ligesom Kiele Sanchez og Rodrigo Santoro som de tidligere usete overlevende Nikki og Paulo.
Sæson tre fortsatte historien 67 dage efter styrtet. Sæsonen begyndte hvor den anden sæson sluttede: tre af de overlevende blev holdt fanget af de mystiske Others. Flere historier om the Others og Dharma Initiative afsløredes. De overlevende stilledes over for flere trusler fra venner som fjender. Sæson tre dækker 26 dage.
Den originale sendedato er den dag, afsnittet blev udsendt første gang i USA på ABC.
| Serie # | Sæson # | Titel                      | Instruktør       | Forfatter(e)                         | Hovedperson(er) | Original sendedato |
| 48      | 1       | A Tale of Two Cities       | Jack Bender      | J.J. Abrams & Damon Lindelof         | Jack            | 4. oktober 2006    |
| 49      | 3       | The Glass Ballerina        | Paul Edwards     | Jeff Pinkner & Drew Goddard          | Sun & Jin       | 11. oktober 2006   |
| 50      | 2       | Further Instructions       | Stephen Williams | Carlton Cuse & Elizabeth Sarnoff     | Locke           | 18. oktober 2006   |
| 51      | 4       | Every Man for Himself      | Stephen Williams | Edward Kitsis & Adam Horowitz        | Sawyer          | 25. oktober 2006   |
| 52      | 5       | The Cost of Living         | Jack Bender      | Alison Schapker & Monica Owusu-Breen | Mr. Eko         | 1. november 2006   |
| 53      | 6       | I Do                       | Tucker Gates     | Damon Lindelof & Carlton Cuse        | Kate            | 8. november 2006   |
| 54      | 7       | Not in Portland            | Stephen Williams | Carlton Cuse & Jeff Pinkner          | Juliet          | 7. februar 2007    |
| 55      | 8       | Flashes Before Your Eyes   | Jack Bender      | Damon Lindelof & Drew Goddard        | Desmond         | 14. februar 2007   |
| 56      | 9       | Stranger in a Strange Land | Paris Barclay    | Elizabeth Sarnoff & Christina M. Kim | Jack            | 21. februar 2007   |
| 57      | 10      | Tricia Tanaka Is Dead      | Eric Laneuville  | Edward Kitsis & Adam Horowitz        | Hurley          | 28. februar 2007   |
| 58      | 11      | Enter 77                   | Stephen Williams | Carlton Cuse & Damon Lindelof        | Sayid           | 7. marts 2007      |
| 59      | 12      | Par Avion                  | Paul Edwards     | Christina M. Kim & Jordan Rosenberg  | Claire          | 14. marts 2007     |
| 60      | 13      | The Man from Tallahassee   | Jack Bender      | Drew Goddard & Jeff Pinkner          | Locke           | 21. marts 2007     |
| 61      | 14      | Exposé                     | Stephen Williams | Edward Kitsis & Adam Horowitz        | Nikki & Paulo   | 28. marts 2007     |
| 62      | 15      | Left Behind                | Karen Gaviola    | Damon Lindelof & Elizabeth Sarnoff   | Kate            | 4. april 2007      |
| 63      | 16      | One of Us                  | Jack Bender      | Carlton Cuse & Drew Goddard          | Juliet          | 11. april 2007     |
| 64      | 17      | Catch-22                   | Stephen Williams | Jeff Pinkner & Brian K. Vaughan      | Desmond         | 18. april 2007     |
| 65      | 18      | D.O.C.                     | Fred Toye        | Edward Kitsis & Adam Horowitz        | Sun             | 25. april 2007     |
| 66      | 19      | The Brig                   | Eric Laneuville  | Damon Lindelof & Carlton Cuse        | Locke           | 2. maj 2007        |
| 67      | 20      | The Man Behind the Curtain | Bobby Roth       | Elizabeth Sarnoff & Drew Goddard     | Ben             | 9. maj 2007        |
| 68      | 21      | Greatest Hits              | Stephen Williams | Edward Kitsis & Adam Horowitz        | Charlie         | 16. maj 2007       |
| 69      | 22      | Through the Looking Glass  | Jack Bender      | Carlton Cuse & Damon Lindelof        | Jack            | 23. maj 2007       |

## Sæson 4: 2008
Sæson fire blev udsendt fra 31. januar 2008 til 29. maj 2008. Produktionen begyndte i august 2007 og blev stoppet før tid i november 2007 på grund af Writers Guild of America-strejken i 2007 og 2008. Den oprindelige plan var at sende alle seksten afsnit i én sammenhængende blok, uafbrudt og uden gentagelser. Efter at strejken blev afblæst, blev det besluttet at den tilbageværende historie til fjerde sæson ville blive kogt ned til hvad med-skaberen Damon Lindelof kaldte "fem slanke, onde afsnit." Med en tre-timers sæsonfinale efter at Lindelof og Carlton Cuse havde spurgt ABC om lov. På grund af den tabte tid fra strejken blev der indlagt en mini-pause efter det 8. afsnit, således at serien fortsatte udsendelserne 24. april 2008, og yderligere en uges pause mellem Part 1 og Parts 2 & 3 af finaleafsnittet "There's No Place Like Home."
Adewale Akinnuoye-Agbaje, Dominic Monaghan og Kiele Sanchez og Rodrigo Santoro der spillede henholdsvis Mr. Eko, Charlie, og Nikki og Paulo, forlod serien gennem den tredje sæson, hvilket gav plads til at Harold Perrineau kunne vende tilbage til rollebesætningen som Michael Dawson. Sammen med Perrineau sluttede tre nye skuespillere sig til hovedrollebesætningen. Jeremy Davies, Ken Leung og Rebecca Mader spillede henholdsvis Daniel Faraday, Miles Straume og Charlotte Lewis.
Sæson fire dækkede et fragtskib og dets besætnings landgang på øen. Gennem sæsonen vistes flash forwards med Oceanic Six, fem oprindelige overlevende og Aaron, der slap fra øen og vendte tilbage til deres gamle liv.
Den originale sendedato er den dag, afsnittet blev udsendt første gang i USA på ABC.
| Serie # | Sæson # | Titel                                   | Instruktør       | Forfatter(e)                         | Hovedperson(er)                         | Original sendedato |
| 70      | 1       | The Beginning of the End                | Jack Bender      | Damon Lindelof & Carlton Cuse        | Hurley                                  | 31. januar 2008    |
| 71      | 2       | Confirmed Dead                          | Stephen Williams | Drew Goddard & Brian K. Vaughan      | Frank, Miles, Charlotte, Daniel & Naomi | 7. februar 2008    |
| 72      | 3       | The Economist                           | Jack Bender      | Edward Kitsis & Adam Horowitz        | Sayid                                   | 14. februar 2008   |
| 73      | 4       | Eggtown                                 | Stephen Williams | Elizabeth Sarnoff & Greggory Nations | Kate                                    | 21. februar 2008   |
| 74      | 5       | The Constant                            | Jack Bender      | Carlton Cuse & Damon Lindelof        | Desmond                                 | 28. februar 2008   |
| 75      | 6       | The Other Woman                         | Eric Laneuville  | Drew Goddard & Christina M. Kim      | Juliet                                  | 6. marts 2008      |
| 76      | 7       | Ji Yeon                                 | Stephen Semel    | Edward Kitsis & Adam Horowitz        | Sun & Jin                               | 13. marts 2008     |
| 77      | 8       | Meet Kevin Johnson                      | Stephen Williams | Elizabeth Sarnoff & Brian K. Vaughan | Michael                                 | 17. april 2008     |
| 78      | 9       | The Shape of Things to Come             | Jack Bender      | Brian K. Vaughan & Drew Goddard      | Ben                                     | 24. april 2008     |
| 79      | 10      | Something Nice Back Home                | Stephen Williams | Edward Kitsis & Adam Horowitz        | Jack                                    | 1. maj 2008        |
| 80      | 11      | Cabin Fever                             | Paul Edwards     | Elizabeth Sarnoff & Kyle Pennington  | Locke                                   | 8. maj 2008        |
| 81      | 12      | There's No Place Like Home: Part 1      | Stephen Williams | Damon Lindelof & Carlton Cuse        | Oceanic 6                               | 15. maj 2008       |
| 82+83   | 13+14   | There's No Place Like Home: Part 2 og 3 | Jack Bender      | Damon Lindelof & Carlton Cuse        | Oceanic 6                               | 29. maj 2008       |

## Sæson 5: 2009
Sæson fem forventes at bestå af 17 afsnit, og få premiere omkring slutningen af januar eller begyndelsen af februar 2009 på American Broadcasting Company i USA og CTV i Canada. Oprindeligt tiltænkt 16 afsnit, blev femte og sjette sæson tildelt et ekstra afsnit, efter fjerde sæson måtte lade to gå, som følge af Writers Guild of America-strejken i 2007 og 2008. Lindelof har fortalt, at femte sæson vil handle om hvorfor de overlevende der kommer væk fra øen, længes efter at komme tilbage.
De Seks fra Oceanic er vendt hjem og har i et par år levet deres nye liv. Men da Jack kommer i kontakt med Ben, indser han, at han må bringe alle de overlevende tilbage. Locke har overtaget lederskabet af De Andre, efter Ben blev bandlyst fra øen. Samtidigt blev Daniel Faradays redningsbåd fanget et sted mellem øen og det åbne hav, og dens skæbne er  uvis.
| Serie #                         | Sæson # | Titel                                  | Instruktør                      | Forfatter(e)                                 | Hovedperson(er) | Original sendedato |
| 84                              | 1       | "Because You Left"                     | Stephen Williams og Jack Bender | Carlton Cuse, Edward Kitsis og Adam Horowitz | Ingen           | 21. januar 2009    |
| Plot er endnu ikke tilgængeligt |         |                                        |                                 |                                              |                 |                    |
| 85                              | 2       | "The Lie"                              | Stephen Williams og Jack Bender | Carlton Cuse, Edward Kitsis og Adam Horowitz | Hurley          | 21. januar 2009    |
| Plot er endnu ikke tilgængeligt |         |                                        |                                 |                                              |                 |                    |
| 86                              | 3       | "Jughead"                              | Rod Holcomb                     | Elizabeth Sarnoff og Paul Zbyszewski         | Desmond         | 28. januar 2009    |
| Plot er endnu ikke tilgængeligt |         |                                        |                                 |                                              |                 |                    |
| 87                              | 4       | "The Little Prince"                    | Stephen Williams                | Melinda Hsu og Brian K. Vaughan              | Kate            | 4. februar 2009    |
| Plot er endnu ikke tilgængeligt |         |                                        |                                 |                                              |                 |                    |
| 88                              | 5       | "This Place Is Death"                  | Paul A. Edwards                 | Edward Kitsis og Adam Horowitz               | Jin             | 11. februar 2009   |
| Plot er endnu ikke tilgængeligt |         |                                        |                                 |                                              |                 |                    |
| 90                              | 6       | "316"                                  | Stephen Williams                | Damon Lindelof og Carlton Cuse               | Jack            | 25. februar 2009   |
| Plot er endnu ikke tilgængeligt |         |                                        |                                 |                                              |                 |                    |
| 89                              | 7       | "The Life and Death of Jeremy Bentham" | Jack Bender                     | Damon Lindelof, Carlton Cuse                 | John            | 18. februar 2009   |
| Plot er endnu ikke tilgængeligt |         |                                        |                                 |                                              |                 |                    |
| 91                              | 8       | "LaFleur"                              | Mark Goldman                    | Elizabeth Sarnoff og Kyle Pennington         | Sawyer          | 4. marts 2009      |
| Plot er endnu ikke tilgængeligt |         |                                        |                                 |                                              |                 |                    |
| 92                              | 9       | "Namaste"                              | Jack Bender                     | Brian K. Vaughan og Paul Zbyszewski          | Ingen           | 18. marts 2009     |
| Plot er endnu ikke tilgængeligt |         |                                        |                                 |                                              |                 |                    |
| 93                              | 10      | "He's Our You"                         | Greg Yaitanes                   | Edward Kitsis og Adam Horowitz               | Sayid           | 25. marts 2009     |
| Plot er endnu ikke tilgængeligt |         |                                        |                                 |                                              |                 |                    |
| 94                              | 11      | "Whatever Happened, Happened"          | Bobby Roth                      | Carlton Cuse og Damon Lindelof               | Kate            | 1. april 2009      |
| Plot er endnu ikke tilgængeligt |         |                                        |                                 |                                              |                 |                    |
| 95                              | 12      | "Dead Is Dead"                         | Stephen Williams                | Elizabeth Sarnoff og Brian K. Vaughan        | Ben             | 8. april 2009      |
| Plot er endnu ikke tilgængeligt |         |                                        |                                 |                                              |                 |                    |
| 96                              | 13      | "Some Like It Hoth"                    | Jack Bender                     | Melinda Hsu og Greggory Nations              | Miles           | 15. april 2009     |
| Plot er endnu ikke tilgængeligt |         |                                        |                                 |                                              |                 |                    |
| 97                              | 14      | "The Variable"                         | Paul A. Edwards                 | Adam Horowitz og Edward Kitsis               | Daniel          | 29. april 2009     |
| Plot er endnu ikke tilgængeligt |         |                                        |                                 |                                              |                 |                    |
| 98                              | 15      | "Follow the Leader"                    | Stephen Williams                | Elizabeth Sarnoff og Paul Zbyszewski         | Ingen           | 6. maj 2009        |
| Plot er endnu ikke tilgængeligt |         |                                        |                                 |                                              |                 |                    |
| 99                              | 16      | "The Incident: Part 1"                 | Jack Bender                     | Damon Lindelof og Carlton Cuse               | Jacob           | 13. maj 2009       |
| Plot er endnu ikke tilgængeligt |         |                                        |                                 |                                              |                 |                    |
| 100                             | 17      | "The Incident: Part 2"                 | Jack Bender                     | Damon Lindelof og Carlton Cuse               | Jacob           | 13. maj 2009       |
| Plot er endnu ikke tilgængeligt |         |                                        |                                 |                                              |                 |                    |

## Mobisoder:Lost: Missing Pieces: 2007–2008
Lost: Missing Pieces var tretten originale to-til-tre minutters klip, eller mobisoder, der blev produceret til mobiltelefoner. Seks dage efter de blev tilgængelige for mobiltelefoner kunne klippene hentes fra ABC.com. PN står for produktionsnummer, der indikerer den rækkefølge, mobisoderne blev produceret i.
Den originale sendedato er den dag, afsnittet var tilgængeligt som download første gang.
| #  | PN  | Titel                                       | Instruktør  | Forfatter(e)                                                         | Hovedperson(er)                    | Original sendedato |
| 1  | 107 | The Watch                                   | Jack Bender | Carlton Cuse                                                         | Jack & Christian                   | 7. november 2007   |
| 2  | 103 | The Adventures of Hurley and Frogurt        | Jack Bender | Edward Kitsis & Adam Horowitz                                        | Hugo                               | 13. november 2007  |
| 3  | 101 | King of the Castle                          | Jack Bender | Brian K. Vaughan                                                     | Ben & Jack                         | 20. november 2007  |
| 4  | 110 | The Deal                                    | Jack Bender | Elizabeth Sarnoff                                                    | Michael & Juliet                   | 26. november 2007  |
| 5  | 106 | Operation: Sleeper                          | Jack Bender | Brian K. Vaughan                                                     | Jack & Juliet                      | 3. december 2007   |
| 6  | 104 | Room 23                                     | Jack Bender | Elizabeth Sarnoff                                                    | Juliet & Ben                       | 11. december 2007  |
| 7  | 112 | Arzt & Crafts                               | Jack Bender | Damon Lindelof                                                       | Sun, Jin, Michael, Hugo & Dr. Arzt | 17. december 2007  |
| 8  | 105 | Buried Secrets                              | Jack Bender | Christina M. Kim                                                     | Michael, Jin & Sun                 | 24. december 2007  |
| 9  | 111 | Tropical Depression                         | Jack Bender | Carlton Cuse                                                         | Michael & Dr. Arzt                 | 31. december 2007  |
| 10 | 102 | Jack, Meet Ethan. Ethan? Jack               | Jack Bender | Damon Lindelof                                                       | Jack, Ethan & Claire               | 7. januar 2008     |
| 11 | 108 | Jin Has a Temper-Tantrum On the Golf Course | Jack Bender | Drew Goddard                                                         | Jin, Michael & Hugo                | 14. januar 2008    |
| 12 | 109 | The Envelope                                | Jack Bender | Historie af Damon Lindelof Teleplay af J.J. Abrams og Damon Lindelof | Juliet og Amelia                   | 21. januar 2008    |
| 13 | 113 | So It Begins                                | Jack Bender | Drew Goddard                                                         | Jack, Christian og Vincent         | 28. januar 2008    |

## Specialafsnit: 2005–2008
Denne sektion indekserer officielle special- og opsummeringsafsnit, der blev lavet specielt af Lost-holdet. Afsnittene var først ofte både opsummering og et pusterum for optagelserne, hvorfor de blev udsendt midt i sæsonerne. I de senere sæsoner er funktionen som pusterum dog frafaldet, da der kun produceres omkring 16 afsnit i sæson 4, 5 og 6, og dermed er der ikke brug for den ekstra tid til optagelser. Afsnittene sendes derfor i disse sæsoner kun uden for perioderne, hvor der sendes normale afsnit—eller før det sidste afsnit i sæsonen.
Den originale sendedato er den dag, afsnittet blev udsendt første gang i USA på ABC.
| # | Titel                          | Fortæller(e)                                               | Udsendt mellem                                            | Oprindelig udsendelsesdato |
| - | ------------------------------ | ---------------------------------------------------------- | --------------------------------------------------------- | -------------------------- |
| 1 | "Lost: The Journey"            | Brian Cox Evangeline Lilly & Dominic Monaghan i Australien | "Do No Harm" og "The Greater Good"                        | 27. april 2005             |
| 2 | "Destination Lost"             | Peter Coyote                                               | "Exodus" og "Man of Science, Man of Faith"                | 21. september 2005         |
| 3 | "Lost: Revelation"             | Peter Coyote J.J. Abrams var vært i Australien             | "What Kate Did" og "The Greater Good"                     | 11. januar 2006            |
| 4 | "Lost: Reckoning"              | Peter Coyote                                               | "S.O.S." og "Two for the Road"                            | 26. april 2006             |
| 5 | "Lost: A Tale of Survival"     | Michael Emerson                                            | "Live Together, Die Alone" og "A Tale of Two Cities"      | 27. september 2006         |
| 6 | "Lost Survivor Guide"          | Kyle MacLachlan Damon Lindelof & Carlton Cuse var værter   | "I Do" og "Not in Portland"                               | 7. februar 2007            |
| 7 | "Lost: The Answers"            | Kyle MacLachlan Damon Lindelof & Carlton Cuse var værter   | "Greatest Hits" og "Through the Looking Glass"            | 17. maj 2007               |
| 8 | "Lost: Past, Present & Future" | Michael Emerson                                            | "Through the Looking Glass" og "The Beginning of the End" | 31. januar 2008            |